# Rivière du Chêne
Rivière du Chêne är ett vattendrag i Kanada.   Det ligger i provinsen Québec, i den sydöstra delen av landet, 140 km öster om huvudstaden Ottawa.
Runt Rivière du Chêne är det i huvudsak tätbebyggt. Runt Rivière du Chêne är det mycket tätbefolkat, med 1 313 invånare per kvadratkilometer.